# De Cock en moord bij maanlicht
De Cock en moord bij maanlicht  is het vijfenveertigste deel van de detectivereeks De Cock van de Nederlandse auteur Appie Baantjer.

## Verhaal
Voor het eerst in tijden heeft rechercheur De Cock van het bureau Warmoesstraat bijna lege bureaulades. Daarom had de grijze speurder zich maar wat graag op een geheimzinnige moord gestort in het dorp Huizen. Er was daar een jonge vrouw gevonden met een nekschot. Maar zijn collega Dick Vledder had hem er op gewezen dat de gemeente Amsterdam hem op de loonlijst heeft staan. Om hem bij de les te houden meldt Dick Vledder dat er aan de Prinsengracht een sekte is neergestreken in het oude gebouw van de vroegere drukkerij: ‘De Papieren Wereld’. De twee rechercheurs hebben ter plekke ooit samen een diefstal van lood onderzocht. De naam van het genootschap is: ‘De Zoekers van Osiris’. Kort na 1945 is de sekte in Zwitserland opgericht door een Belgische arts Julian Schoten, later opgevolgd door zijn zoon Christiaan. De Cock geeft Dick Vledder enige achtergrond over de mythe van Osiris. De Cock wil best morgen eens gaan kijken bij de sekte. Hun discussie wordt onderbroken door een natgeregende vrouw. Het is Geertruida de Leeuw, geboren Godefroot, getrouwd met Adriaan de Leeuw, psychiater. Sinds een dag of veertien is haar man onbegrijpelijk bang. Ze is bijna 20 jaar met hem getrouwd en kan de situatie niet goed plaatsen. Wel heeft hij ook 14 dagen geleden bij een notaris een langstlevende testament laten opmaken. Dat zou zijn oorsprong kunnen vinden in hun enige kind, zoon Ronald, onhandelbaar en drugsverslaafd. Wanneer Geertruida vertrokken is gaat de discussie tussen de twee rechercheurs gewoon door, nu over het laatste bezoek, dat Vledder echter weer geen zaak vindt. Hun discussie wordt onderbroken door de telefoon. Mevrouw De Leeuw meldt Vledder telefonisch dat zij haar echtgenoot schuin tegenover de deur van haar huis aan de Kalkmarkt vermoord heeft aangetroffen.
Bij het verlaten van het pand vraagt De Cock aan wachtcommandant Jan Kusters of hij de meute wil waarschuwen. Er is een moord aan de Kalkmarkt en die is niet via de wachtcommandant binnengekomen. Op de plaats delict heeft de echtgenote haar man toegedekt met een blauwe deken. De Cock constateert een nekschot van zeer dichtbij. Geertruida vertelt dat ze bij thuiskomst Adriaan binnen niet aantrof. De volle maan gaf plotseling een paar tellen licht tussen de buienwolken door en zo zag ze haar man liggen. Lijkschouwer dokter Den Koninghe schat dat het slachtoffer ruim een uur dood is. Hij denkt dat de schutter bijna op zijn rug heeft gezeten, toen de trekker werd overgehaald. Binnen in het woonhuis geeft Geertruida aan dat zij de praktijkadministratie voerde op aanwijzingen van haar man. Maar ze kan zich niet voorstellen welke patiënt hiertoe in staat zou zijn. De Cock vraagt nog wat er aan de ketting zat, die haar man droeg. Het zou gaan om ‘Isisbloed’ , een amulet als teken van leven en heil. Haar man geloofde erin en hij was lid van de Zoekers van Osiris.
De volgende ochtend sloft De Cock naar zijn werk. Hij had gisteravond laat in een ingeving zijn chef Buitendam nog verwittigd. Een psychiater aan de Prinsengracht kon wel eens belangrijke patiënten hebben in zijn bestand. Ongevraagd drukt wachtcommandant Jan Kusters hem bij binnenkomst hetzelfde op het hart. Oppassen met deze zaak, er kwamen ook ministers! Dick Vledder meldt dan ook dat commissaris Buitendam al klaar zit om De Cock te spreken. En deze ochtend blijft de grijze rechercheur niet stuurs staan maar gaat desgevraagd zitten. Chef Buitendam begint De Cock te bedanken voor zijn nachtelijk telefoontje. Vanwege de grote impact is de BVD meteen ingeschakeld. De Cock ontploft en dreigt te gaan "schoppen" en wordt de kamer uitgestuurd. Terug bij collega Vledder legt De Cock zijn BVD-aversie uit. De BVD vraagt alleen maar gegevens en geeft nooit iets terug. Vledder ziet geen problemen en pakt desgevraagd de telefoon. Hij vraagt Mevrouw De Leeuw naar dossiers van ministers, maar die zijn er volgens haar niet. De Cock legt hem het probleem uit. Als de BVD eerder dan Dick heeft gebeld, geeft mevrouw De Leeuw een BVD-antwoord. Dit wordt zo een lastige moordzaak. Dan komt ongevraagd ook nog eens Cornelis Bervoets binnenlopen. Hij is leider van de Nederlandse tak van de sekte en hij wil de amulet van Adriaan terug. Hij legt de rechercheurs uit dat Adriaan, oftewel broeder Mentoehotep niet dood is. Doodgaan is een overgang naar een nieuw bestaan, die het liefst bij volle maan dient te geschieden. En de sekteleider, broeder Mycerius, wil de amulet terug. Voor ongelovigen brengt het slechts ongeluk. De Cock zegt dat mevrouw De Leeuw als erfgenaam daar over gaat.
Als de man verdwenen is, krijgt Dick Vledder begrip voor de angst van de dode psychiater. Hun discussie wordt wederom verstoord door wachtcommandant Jan Kusters. Er is een dode gevallen bij een bankoverval in Amsterdam-Zuidoost. Ronald de Leeuw was de overvaller en hij heeft een 50-jarige man een nekschot gegeven. Op het politiebureau Fliebosdreef worden de twee rechercheurs welkom geheten door collega Harold Buijs. Deze rechercheur bij de Vreemdelingendienst is overgeplaatst naar de Bijlmermeer, iets dat De Cock goed kan begrijpen. Maar Harold was vroeger schietinstructeur en nam de tests af. Zodoende weet hij dat De Cock de slechtste schutter van het politiekorps is. Maar De Cock krijgt alle gelegenheid om Ronald de Leeuw te verhoren. Laatstgenoemde zegt dat hij alleen de overval heeft gepleegd. Zijn vader is door dat wijf vermoord, zijn moeder. Terugrijdend naar de Warmoesstraat meent Dick Vledder dat mevrouw De Leeuw een alibi heeft. Maar De Cock legt doeltreffend uit dat het niet zo is. Er was regen en een of meerdere dekens over het lijk. Zo staat het tijdstip van de moord niet exact vast. Ze kan best de moord eerst gepleegd hebben en daarna naar de Warmoesstraat zijn gelopen. Bovendien heeft ze volgens haar zoon een jarenlange verhouding met een jeugdvriend van haar man. Psychiater Lodewijk van Weegen.
Als De Cock terugkeert aan de Warmoesstraat zit de BVD al uren bij Buitendam. Zelf wordt hij opgewacht door weduwnaar en psychiater Lodewijk van Weegen. Hij biecht zijn verhouding met Geertruida op en beschuldigt tegelijkertijd Adriaan van onheuse verhoudingen met jonge vrouwelijke patiënten. Hij acht Ronald in staat tot moord op zijn vader. Adriaan was slechts voor het geldelijk gewin lid van de sekte geworden. Zo kon hij leden van de sekte blijven behandelen. Hij heeft overigens zelf een jonge vrouw onder behandeling, die eerder bij Adriaan liep. En de echtgenoot van deze vrouw wilde Adriaan vermoorden wegens seksueel misbruik tijdens de therapie. Omdat Lodewijk zijn collega Adriaan niet heeft gewaarschuwd, kan De Cock hem onder maximale druk zetten. Het gaat om Melanie van Buuren, negentien jaar, met een postnatale depressie. Maar ze is bekender via haar man, de 23-jarige profvoetballer Marinus de Vries. Tijdens de nabespreking met Vledder bekent De Cock dat hij in zijn jeugd een fanatieke en talentloze amateurvoetballer was. Ze besluiten Marinus te gaan opzoeken in Duivendrecht aan de Houtzaagmolen, omdat hij Adriaan met de dood bedreigd heeft. Maar eerst wandelen ze naar Smalle Lowietje. Het gesprek komt op de dode psychiater. Lowietje is katholiek opgevoed en denkt dat de biecht vroeger veel werk voor psychiaters scheelde. Maar de sekte de Zoekers van Osiris is pas echt geschift. Bij volle maan lopen ze langs de Wallen en vragen aan de meiden of zij weten waar Osiris ligt begraven? Hun lidmaatschapskaart is een amulet van stieplood. En hun doodsbeeld komt soms dichtbij gedwongen euthanasie als er rijke leden in het spel zijn. De Cock noemt het euthanasie met een gouden randje, en dat is voor Lowietje nu net weer iets te luchthartig van de grijze speurder.
Marinus de Vries ontvangt de grijze rechercheur hartelijk in zijn woning te Duivendrecht. Desgevraagd vertelt Melanie met grote tegenzin over andere patiënten bij Adriaan de Leeuw. Het meest is haar bijgebleven Hannelore de Brunetière. Ze was altijd de patiënt voor Melanie. Toen ze er op een middag niet was zei Adriaan dat ze had afgebeld. Melanie reed naar haar huisadres te Huizen, de Nieuwe Bussumerweg, en hoorde via haar echtgenoot dat ze vermoord met een nekschot was gevonden. Maar aan de Kalkmarkt ontkent mevrouw De Leeuw dat ze een dossier heeft over Hannelore. Dick Vledder is nu echt boos, maar De Cock legt hem geduldig de werkwijze uit. De psychiater gaf aan zijn vrouw aantekeningen voor een dossier. Als hij die niet gaf is er nu geen dossier, toch?
Terug aan de Warmoesstraat zit vlak voor middernacht Lilian Kusters nog te wachten. Wachtcommandant Jan Kusters zegt dat ze geen familie is maar hij wilde haar net koffie gaan brengen. Lilian was met Martin Kusters getrouwd, maar die heeft eerst haar geld opgemaakt en het vervolgens aangelegd met een andere vrouw. Haar geboortenaam is Lilian Gottlieb. Ze woont in Amsterdam in een flatje vlakbij aan de Sint-Pietershalsteeg. Ze zegt dat ze de zus is van de 25-jarige Hannelore uit Huizen. Haar zus was bij de psychiater De Leeuw in behandeling. Hannelore had op aanraden van haar man al haar familiebanden verbroken. Alleen de schatrijke Mariska Montperlier uit Antwerpen had nog contact met har zus Hannelore. Lilian toont nu haar versie van de vuile was der familie. Jean-Pierre, de man van Hannelore, zorgde niet goed voor haar zus. Nadat hij een telefoongesprek met Lilian verbrak, reed ze persoonlijk naar de politie in Huizen om hem van twee moorden met nekschot te beschuldigen. Vrouwelijke intuïtie gecombineerd met nuchter vrouwenverstand.
De volgende morgen weigert Dick Vledder De Cock er op te wijzen dat hij te laat is. De Cock is toch onverbeterlijk en hij moet zich eerst maar eens melden bij commissaris Buitendam. Zijn chef wil de onderzoeksresultaten tot dusver aan de BVD overdragen. De Cock wil daar in ruil het BVD-resultaat voor terug. Maar dat is nu juist staatsgeheim, zegt zijn chef. De Cock zegt gefrustreerd te worden in zijn moordonderzoek en wordt de kamer uitgestuurd. In de auto onderweg naar Huizen legt De Cock Vledder uit dat de BVD waarschijnlijk niet veel kwaad kan. Het nekschot is niet professioneel, dus is het geen liquidatie die past in een BVD-affaire. Dick Vledder heeft intussen met de collega’s in Huizen bijgepraat. Ze mogen Jean-Pierre de Brunetière verhoren, mits ze netjes terugkoppelen naar de politie in Huizen. De echtgenoot van Hannelore vertelt over haar angstdromen, waardoor ze enige tijd zelfs gescheiden sliepen. Desgevraagd overhandigt hij de twee rechercheurs een amulet, dat hijzelf nog nooit eerder had gezien. Een luxe uitgave van het Bloed van Isis. Terug naar Amsterdam ontstaat er tijdens de rit weer onenigheid tussen de twee rechercheurs. De Cock besluit om de amulet van Adriaan aan de sekte te gaan teruggeven, nu mevrouw De Leeuw dat goedkeurt. Terug aan het bureau is Lilian Kusters er weer. Ze vertelt dat na de dood van hun ouders Hannelore en Mariska gelet op hun leeftijd zijn ondergebracht bij pleeggezinnen. Mariska kreeg een rijke diamantair en Hannelore een projectontwikkelaar. Lilian richt nu al haar aandacht op haar zwager. Jean-Pierre de Brunetière is een geboren wraakzuchtige Corsicaan die zijn vrouw en haar minnaar heeft omgebracht.
De Cock heeft nu tijd voor zijn geplande bezoek aan de tempel aan de Prinsengracht. Hij heeft een geschenk voor Cornelis Bervoets, de amulet van Adriaan de Leeuw. Hij laat hem ook de amulet van Hannelore zien. De sekteleider is verrukt. Een gouden amulet in groene jade, daar zijn er slechts 50 genummerde exemplaren van. Julian Schoten de stichter heeft ze uitgegeven. Ze keren na de dood van hun drager terug naar het hoofdkantoor in Zwitserland. Maar Cornelis begrijpt niet hoe een 25-jarige vrouw zo’n amulet, genummerd 39, heeft gekregen. De Cock belooft nu zijn best te doen voor Cornelis. Hij zal aan de erfgenaam vragen de amulet af te staan. In ruil wil de grijze rechercheur dan de naam krijgen van de eerste eigenaar. Terug aan het politiebureau stuurt de opgewonden Jan Kusters hen weer terug naar buiten. In de Sint-Pietershalsteeg is een vrouw met een nekschot gevonden. De Cock en Vledder treffen Lilian liggend op haar buik aan op het asfalt van de smalle steeg. De Cock treft een gouden ketting aan met een groene amulet, genummerd 40. Vledder gniffelt als De Cock haar flat met haar huissleutels openmaakt. Dat is hij anders gewend. Tijdens de huiszoeking krijgt de grijze rechercheur moeie voeten. Maar dan ziet De Cock een foto met 4 meisjes met een man en een vrouw. Twee grote meisjes en twee kleine. Op de achterkant van de foto staat: Wij in Hove.
De volgende ochtend is Dick Vledder nog niets verder gekomen met 'Hove'. Maar Cornelis Bervoets wel met de amulet. Nummer 39, zo belt hij door, is oorspronkelijk van Giuseppe Gottlieb uit Zürich. Nummer 40 is vermoedelijk van zijn vrouw. Na hun intrede zijn beide echtelieden naar België verhuisd. De Cock heeft nu twee Gottliebs in het vizier: Hannelore en Lilian. Vledder krijgt opdracht de hoofdcommissaris te Antwerpen te bellen en het adres na te sporen van Gaston Montperlier. Dick Vledder maakt problemen en De Cock gooit het roer om. Ze gaan meteen naar Antwerpen! Hoofdcommissaris H.J.M. Opdenbroecke heet hen hartelijk welkom. De Cock vermoedt inmiddels dat 'Hove' in België ligt en zijn Antwerpse collega bevestigt dat. De hoofdcommissaris brengt zijn Amsterdamse collega’s met zijn limousine naar het huis van de diamantair Montperlier. Zijn vrouw Mariska vertelt nu over de repeterende nachtmerrie van haar zus. Nu ze dood is wil ze het verhaal wel vertellen. Haar zus had als kind gezien dat twee vrouwen hun vader en moeder doodschoten. Behalve Mariska zal ook haar psychiater wel van het angstbeeld hebben geweten.
Terug in Amsterdam zet De Cock een val op in een klein hotel aan de Prins Hendrikkade. Mariska Montperlier heeft een kogelvrij vest aan met een hoge kraag. Ze krijgt de uitdrukkelijke instructie haar belager nooit de rug toe te keren. Buiten zijn Appie Keizer en Fred Prins, rechercheurs van het bureau Warmoesstraat. Maar tijdens de confrontatie vraagt Marijke om een nekschot. Het is aan de altijd ongedurige Vledder te danken dat het nog net goed afloopt. De rechercheur duikt naar de voeten van de vrouw met de revolver en belandt met haar onder aan de trap. Hij ligt op Geertruida de Leeuw, volgens De Cock Geertruida Gottlieb.
Thuis zit De Cock behaaglijk in zijn leren fauteuil. Hij voelt zich ontspannen en heeft wel compassie met Dick Vledder, die een pleister boven zijn linkeroog heeft. Door zijn kordate optreden is een volgende moord voorkomen. De meeste uitleg is hij verschuldigd aan Appie Keizer en Fred Prins, die alleen aan de Prins Hendrikkade assistentie hebben verleend. Hij legt nogmaals omstandig uit dat mevrouw Montperlier zich niet aan de instructies heeft gehouden. Haar zus, Gertrud Gottlieb, ligt in het ziekenhuis met een gebroken heup. Haar vader Giuseppe Gottlieb was een rijke bankdirecteur. Hij trouwde met Anne-Marie van Velzen uit Haarlem. Zij schonk hem twee dochters Gertrud en Lilian en stierf vervolgens op zesenveertigjarige leeftijd aan kanker. Na enige jaren hertrouwde Giuseppe met een andere Nederlandse vrouw Henriëtte Hofstee. Zij gaf hem de dochters Mariska en Hannelore. Henriëtte bracht haar man in contact met de Isis-sekte en ze kregen allebei een amulet met de nummers 39 en 40. Toen de oprichter van de sekte Julian Schoten stierf, werd hij in België te Hove begraven. Giuseppe en zijn gezin volgden en kochten daar een fraaie boerderij. Toen hij besloot een groot deel van zijn vermogen aan de sekte te schenken, verduisterde Gertrud het grootste deel van het familiekapitaal en liquideerde vervolgens met hulp van Lilian middels twee nekschoten haar ouders. Volgens de Antwerpse hoofdcommissaris werd destijds slechts binnen de sekte van Osiris gezocht en stonden de zussen buiten verdenking. De zussen deelden het geld. Lilian trouwde met een nietsnut Henri-Martin Kusters. Gertrud veranderde haar naam in Geertruida Godefrood en trouwde met Adriaan de Leeuw. De twee jonge halfzusjes kwamen in een pleeggezin te Antwerpen. Maar Hannelore had de moorden zien gebeuren! Uitgerekend zij werd door haar huisarts te Huizen naar een psychiater in Amsterdam gestuurd. Zo kwam Geertruida de inhoud van haar dromen te weten en ze wist dat het niet lang zou duren voordat haar man te veel wist. Om een rookgordijn op te trekken stuurde Geertruida haar zus Lilian naar De Cock om echtgenoot Jean-Pierre van alles de schuld te geven. Om nog onduidelijke redenen heeft Geertruida later ook haar zuster Lilian afgemaakt. De derde zus Mariska diende zich via De Cock aan als laatste slachtoffer. Als het bezoek weg is wil mevrouw De Cock weten hoe Geertruida aan de twee amuletten kwam? De grijze rechercheur zegt dat ze die simpel had gestolen. Ze hing die om de hals van Hannelore en Lilian om de verdenking richting de sekte te sturen. Morgen stapt De Cock met een uitgebreid verslag naar Buitendam. De BVD kan geen kwaad meer.

## Voetnoten
1. ↑  De vernieuwer
2. ↑  Zie voor het eerste contact: De Cock en moord op de Bloedberg.